# 曼努埃爾·伊西多羅·貝爾蘇
曼努埃爾·伊西多羅·貝爾蘇·乌梅雷斯（1808年4月14日—1865年3月13日）玻利維亞政治、軍事人物，1848年至1855年擔任玻利維亞總統。